# タラゴナ
タラゴナ（Tarragona）は、スペイン・カタルーニャ州タラゴナ県にあるムニシピオ（基礎自治体）。タラゴナ県の県都であり、タラグネス郡の中心自治体でもある。レウスなど近郊の都市を含めたタラゴナ都市圏の人口は約34万人に達する。タラゴナ港を擁し、タラゴナ駅も設置されているなど、物流の要衝である。また、古代ローマ時代に築かれた歴史の長い町でもあり、今でも水道橋や円形競技場などの遺跡が残り、世界遺産にも登録されている。遺跡のために観光客も多く訪れている。

## 歴史
ローマ帝国の時代にはタッラコ（タラコ、Tarraco）と呼ばれ、ヒスパニア・タッラコネンシス属州の州都であった。5世紀に西ゴート王国の支配下に入った。8世紀始めにウマイヤ朝に征服され、町が破壊されたため、カタルーニャ地方の中心はバルセロナに移った。1118年にバルセロナ伯ラモン・バランゲー3世に征服され、再びキリスト教世界へと入った。ラモン・バランゲー3世は町を再建し、大司教座を置いた。以降はアラゴン連合王国の一部となった。
1991年には公立大学のルビーラ・イ・ビルジーリ大学が開学した。

## 地理
タラゴナは地中海に面し、フランコリ川の河口左岸に位置する。面積、人口とも同地を中心とするコマルカで最大である。隣接する自治体は、北がクンスタンティー、アルス・パリャレーズス、アル・カッリャーとリエーラ・ダ・ガイアー、東がアルタフーリャ、西がビラ＝セカとレウスで、南は地中海に面している。近隣の都市としては、約80 km東にバルセロナ、200 km北西にサラゴサが位置している。

### 交通
タラゴナには1856年9月16日に開業したタラゴナ駅が設置されている。さらに、2006年12月にはマドリードからサラゴサを経由する高速鉄道AVEがタラゴナまで開通した。ただし、AVEの駅（Camp de Tarragona）は、タラゴナ市から北に8 kmの別の自治体に位置する。マドリードからは1日3便、約3時間で結ばれる。バルセロナからの列車は1時間に2、3便あり、1時間から1時間半である。

### 人口
| タラゴナの人口推移 1900－2010                           |
|                                                         |
| 出典:INE（スペイン国立統計局）1900年 - 1991年、1996年 - |

## 名所
タラゴナには古代ローマ時代の遺跡が数多く残されており、これらはユネスコによって世界遺産「タッラコの考古遺跡群」として登録されている。
- 円形劇場 - 1世紀に建造された。12世紀に建てられた教会が廃墟となって残っている。
- ラス・ファレーラス水道橋（カタルーニャ語版） - 市街から4 kmにあるローマ時代の水道橋。
- サント・アントーニの門（カタルーニャ語版）
- バラーの凱旋門（カタルーニャ語版）

その他にも以下の物がある。
- タラゴナ大聖堂（カタルーニャ語版） - 12世紀に建設が始まり、15世紀に完成した大聖堂である。ロマネスクからバロックへの様式の変遷を見せる。
- 地中海のバルコニー - 海を見下ろす遊歩道。

タラゴナの近くにはリゾート地のサロウがあり、同地にはヨーロッパで特に大きなテーマパークの1つに数えられるポルタベントゥーラがある。
毎年9月23日に行われるサンタ・テクラ祭は人間の塔を作ることで有名である。

## 世界遺産
水道橋、円形劇場などローマ時代の遺跡は、2000年にユネスコの世界遺産に登録され、2021年の第44回世界遺産委員会で名称変更された。

### 登録基準
この世界遺産は世界遺産登録基準のうち、以下の条件を満たし、登録された（以下の基準は世界遺産センター公表の登録基準からの翻訳、引用である）。
- (2) ある期間を通じてまたはある文化圏において、建築、技術、記念碑的芸術、都市計画、景観デザインの発展に関し、人類の価値の重要な交流を示すもの。
- (3) 現存するまたは消滅した文化的伝統または文明の、唯一のまたは少なくとも稀な証拠。

## 写真集
- 円形劇場
- ラス・ファレーラス水道橋
- サント・アントーニの門
- カテドラル
- カテドラル

## スポーツ
- ジムナスティック・タラゴナ（リーガ・エスパニョーラ）

## 姉妹都市
| - アヴィニョン（ フランス） - アルゲーロ（ イタリア） - クラーゲンフルト（ オーストリア） - プーシキン（ ロシア） | - オルレアン（ フランス） - スタフォード（ イギリス） - ポンペイ（ イタリア） |